# Gemaal Nijelamer
Het Gemaal Nijelamer is een voormalig gemaal in Nijelamer in de Friese gemeente Weststellingwerf. Het gebouw is in 1929 gebouwd in de stijl van het kubisme, op 24 juni 1998 werd het gebouw aangewezen als rijksmonument, om op 3 november dat jaar in het Monumentenregister ingeschreven te worden. Van het pand is alleen het exterieur tot rijksmonument benoemd omdat van het originele interieur vrijwel niks bewaard is gebleven. In 2011 vond een renovatie van het gebouw plaats.

## Geschiedenis
Het gemaal is in 1928 gebouwd naar ontwerp van of R. Zwaga, architect en waterbouwkundige, of G. K. Bergsma, architect. Het Wetterskip Fryslân liet in 1979-1980 een nieuw gemaal bouwen, waardoor het gemaal bij Nijelamer te vervallen kwam. De IJsvereniging Nijelamer is daarop de nieuwe eigenaar van het gemaal geworden en liet het pand verbouwen tot clubgebouw.
Op 28 februari 2011 werd bekendgemaakt dat de gemeente voor €25.000 bij zou dragen aan de restauratie van het clubgebouw. De ijsvereniging zelf draagt €115.000 bij aan de restauratie.

## Exterieur
Het hekwerk dat het erf afscheid van de openbare weg is deels nog origineel. Aan de kant van de weg bestaat de erfafscheiding deels door het hekwerk en deels door de brugleuning. De brugleuningen geven ook de loop van het aanvoerkanaal aan. Ook de brugleuningen zijn in de stijl van het kubisme gemaakt.
De plattegrond van het gemaal is bijna rechthoekig. Ogenschijnlijk bestaat het pand uit een aantal rechthoekige bouwvolumes, het geheel is symmetrisch geplaatst. De hoge en brede schoorsteen in het midden van het gebouw vormt hiertoe de as. Aan de schoorsteen is de manchet van de vlaggenmast geplaatst en dient daar nu als vlaggenmasthouder. Boven de deur bevindt zich een geometrisch versierde betonnen vlaggenmastvoet. Aan weerszijden van de deur zijn uitbouwen geplaatst. Deze twee kubusvormige vleugels zijn een bouwlaag hoog.
De voorgevel van het gemaal is als enige gevel niet gepleisterd, de zijgevels, de schoorsteen en de zuidelijke gevel zijn allemaal volledig gepleisterd.
Alle vensters bestaan uit meerdere ruiten. Op de vensters in de grote bouweenheid na zijn de vensters allemaal in stroken geplaatst. De vensters in de grote bouweenheid zijn verticaal geplaatst. Alle vensters lopen om de hoeken door en liggen verdiept in de gevels.

## Interieur
Van het originele interieur is vrijwel niks bewaard gebleven, het interieur is dan ook niet tot rijksmonument benoemd. In het zuidelijke deel bevond zich de machinekamer, de noordelijke zijde bevat de ingangspartij. Boven de ingang is nog een tweede verdieping geplaatst.
Ir. D.F. Woudagemaal · 
De Heining ·
Gemaal De Fjouwer Kriten ·
Gemaal De Drait · 
Gemaal De Lege Walden · 
Gemaal De Delen · 
Gemaal De Welle · 
Gemaal Auke Algera · 
Gemaal Dongerdielen · 
Gemaal Echten · 
Gemaal De Grie ·
Gemaal Fjouwerhûs ·
H.G. Miedemagemaal · 
J.L. Hooglandgemaal · 
J.Th. Kemmegemaal · 
J.S. Gerbrandy-gemaal · 
Jan Nijlandgemaal · 
Gemaal Nijelamer · 
Gemaal Oranje Nassau · 
Gemaal De Ontginning · 
Ropta · 
Tripgemaal · 
Willem Jongsmagemaal · 
Zuidergemaal